# Goris
Goris (armeană Գորիս) este un oraș din Provincia Syunik, Armenia.